# Bibliographisches Institut
Das Bibliographische Institut war ein deutscher Verlag. Er wurde 1826 in Gotha gegründet und 1874 nach Leipzig verlegt. Zwischen 1953 und 1990 gab es zwei Verlage in Leipzig und Mannheim, die 1991 wieder zusammengeführt wurden. 2013 erfolgte die Verlegung nach Berlin als Teil der Unternehmensgruppe Cornelsen. 2022 wurde das Bibliographische Institut vollständig in diese eingegliedert und hörte damit auf zu bestehen.
Bekannt war der Verlag vor allem durch Lexika wie Meyers Konversations-Lexikon  sowie Standardwerke zur deutschen Sprache wie den Duden.

## Geschichte

### Bibliographisches Institut 1826–1945

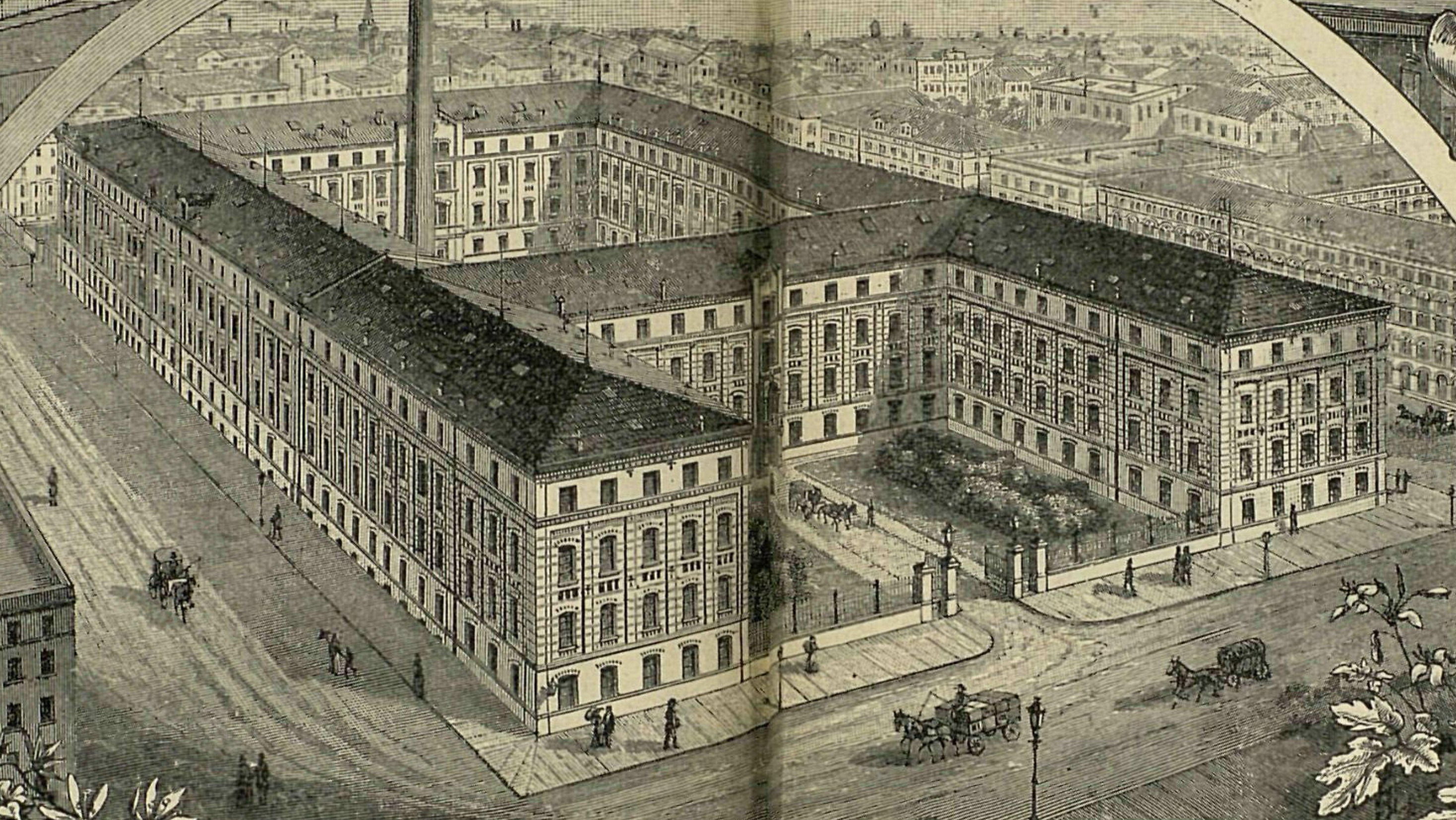
Ensemble des Bibliographischen Instituts (Meyer) in Leipzig

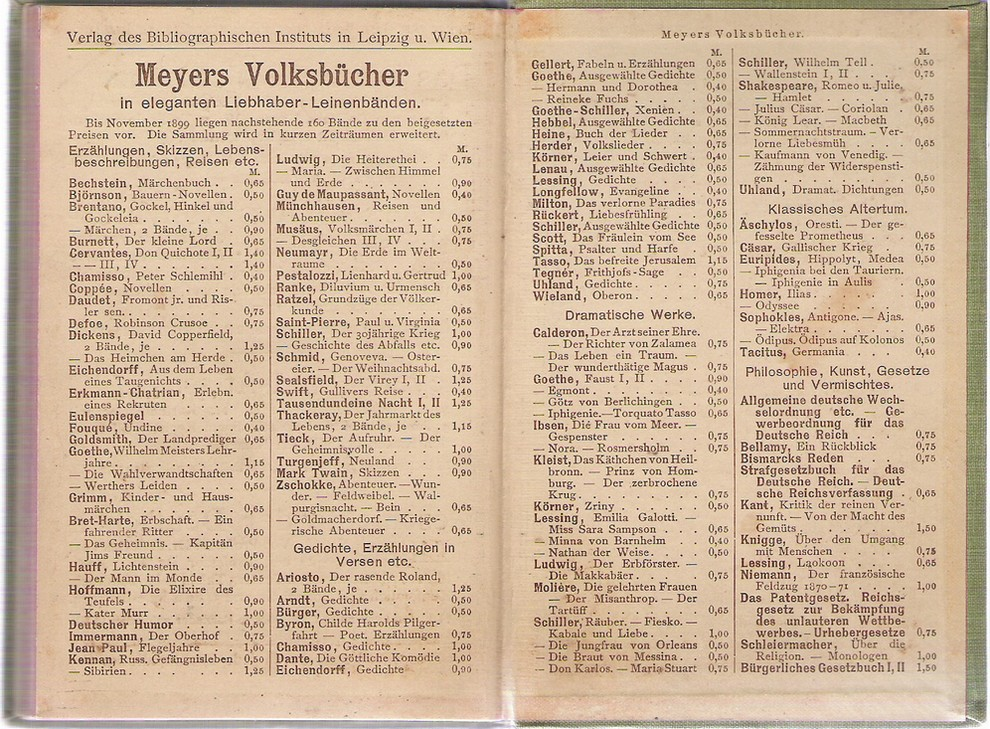
Verzeichnis der Publikationen des Verlags des Bibliographischen Instituts in Leipzig und Wien aus der Reihe Meyers Volksbücher

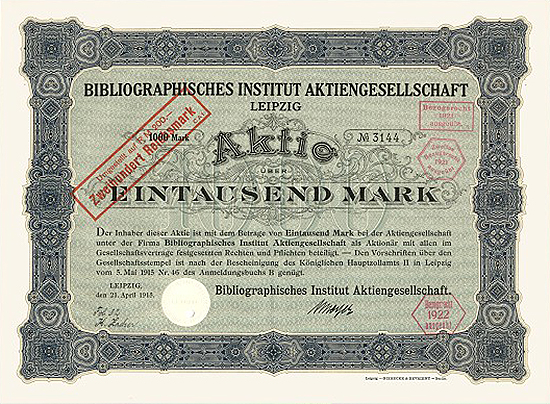
Aktie Bibliographisches Institut AG, Leipzig, 1915

Der Verlag wurde am 1. August 1826 von dem Kaufmann, Übersetzer und Publizisten Joseph Meyer (1796–1856) als Verlagsbuchhandlung (als „ein literärischen Zwecken gewidmetes Institut“) in Gotha gegründet und 1828 nach Hildburghausen verlegt. Ursprünglicher Gründungszweck war wohl die Etablierung einer Allgemeinen Bibliographischen Zeitung als wöchentliches Verzeichnis zunächst aller in Deutschland, in der Schweiz, in England, Frankreich, den Niederlanden und Italien herauskommenden Bücher, Musikalien, Karten und Kunstsachen. Sie sollte parallel zu dem (nicht von Meyer herausgegebenen, nicht selbst verlegten) Correspondenzblatt für Kaufleute. Wöchentlicher Bericht von London, Amsterdam, Hamburg, Paris, Berlin etc. über Waaren-, Staatspapier-, Geld- und Wechsel-Handel ab 1. Januar 1827 erscheinen, wurde aber nicht verwirklicht.
Tatsächlich begründet wurde das Verlagsunternehmen dann mit der erfolgreichen Verwirklichung des nächsten Plans Meyers, einer „Bibliothek der deutschen Classiker“ in 150 Bänden. Die preiswerten Klassikerausgaben erschienen ab Mai 1827. Durch neue Werbe- und Vertriebsmethoden gewann Meyer neue Käufer- und Leserschichten. Neben dem 52-bändigen Großen Conversations-Lexicon für die gebildeten Stände. In Verbindung mit Staatsmännern, Gelehrten, Künstlern und Technikern (1839–1856) und Meyers Konversationslexikon erschienen weitere Reihenwerke wie Meyers Universum, Meyers Handlexikon des Allgemeinen Wissens, Meyers Reisebücher, Meyers Atlanten, Meyers Klassiker-Ausgaben, Meyers Orts- und Verkehrslexikon, Meyers Historisch-Geographischer Kalender, Sievers’ Allgemeine Länderkunde und Brehms Tierleben.
Das von Joseph Meyer geschaffene Unternehmen zog unter der Leitung seines Sohnes Herrmann Julius Meyer 1874 nach Reudnitz um. Das 1880 von Konrad Duden herausgegebene „Orthographische Wörterbuch“ bildete die Grundlage für eine einheitliche deutsche Rechtschreibung.
1915 wurde der Verlag in eine Aktiengesellschaft umgewandelt. Aufsichtsratsvorsitzender war bis 1939 Justizrat Curt Hillig. Der Verlag wuchs auf 750 Mitarbeiter im Jahr 1926, es gab Filialen in Berlin und Wien. Nach 1933 gab das Unternehmen bald dem Druck der Parteiamtlichen Prüfkommission zum Schutze des NS-Schrifttums nach und überarbeitete sein Lexikon, das als der „Braune Meyer“ bezeichnet wurde und starke Verbreitung fand. Im Zweiten Weltkrieg wurden Soldatenbriefe zur Berufsförderung herausgegeben.
Das Verlagsgebäude wurde durch einen Luftangriff im Zweiten Weltkrieg fast vollständig zerstört.

### Bibliographisches Institut in Leipzig 1945–1990

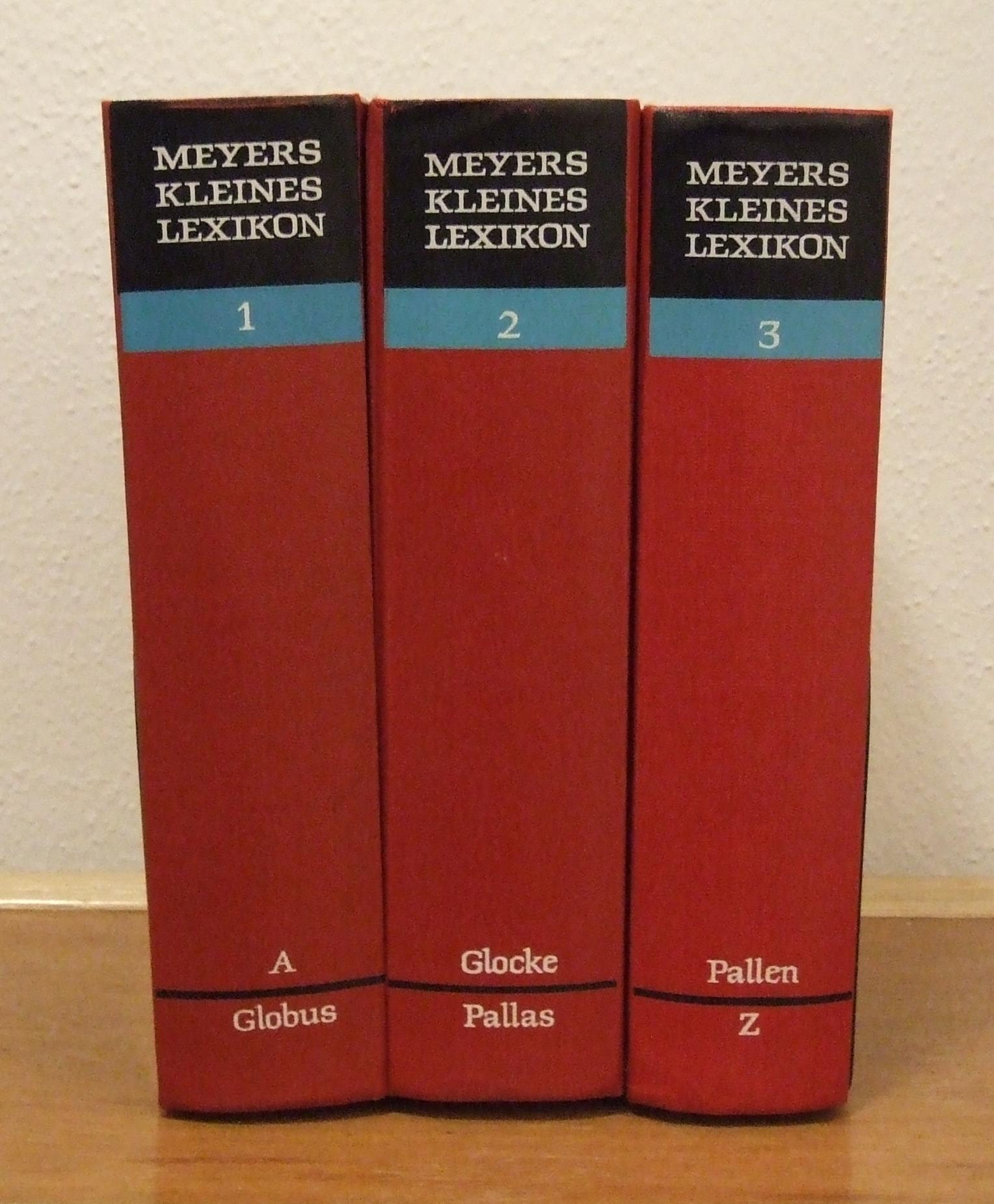
Meyers Kleines Lexikon in drei Bänden, VEB Bibliographisches Institut Leipzig, 1970

Nach der Enteignung 1946 wurde der Verlag als VEB Bibliographisches Institut Leipzig fortgeführt, am 1. Juli 1948 offiziell verstaatlicht und in einen Volkseigenen Betrieb umgewandelt, wobei der Produktionsbereich ausgegliedert wurde. Zu den klassischen Geschäftsfeldern des Verlages trat mehr und mehr die Reiseliteratur; in den 50er Jahren entwickelte sich das Bibliographische Institut Leipzig zum bedeutendsten Herausgeber von Reiseführern und Wanderkarten der DDR. Große Popularität erlangten die Publikationsreihen Unser kleines Wanderheft und Die Gute Wanderkarte; außerdem wurden u. a. Straßenkarten, Heimat- und Wanderbücher, Stadtpläne von Leipzig sowie ein Autoatlas von Deutschland herausgegeben.
Im Zuge der Profilierung der DDR-Verlage wurde 1960 die Herstellung der Wanderkarten an den VEB Landkartenverlag Berlin und 1963 der Verlag der übrigen Reiseliteratur an den VEB F. A. Brockhaus Verlag Leipzig übergeben. 1964 wurde der Verlag Enzyklopädie organisatorisch an das Bibliographische Institut angegliedert, blieb aber rechtlich selbständig.
Die Lexikonredaktion des VEB Bibliographisches Institut gab die Meyers Lexikon-Reihe weiter heraus, darunter Meyers Konversations-Lexikon, Meyers Kleines Lexikon (3 Bände nebst Ergänzung, 1967 ff.), Meyers Neues Lexikon (18 Bände, 1971 ff.), Meyers Universallexikon (4 Bände, 1978 ff.) und Meyers Handlexikon.
In abrechnungstechnischer Einheit mit dem Verlag Enzyklopädie erschienen 1988 insgesamt 246 Titel (121 Erstausgaben, 125 Nachauflagen) und wurde ein Umsatz von 29,4 Mio. Mark der DDR erwirtschaftet. Der Gewinn belief sich auf 2,2 Mio. Mark, der mehrheitlich an den Staatshaushalt abgeführt wurde. Das Unternehmen hatte 235 Mitarbeiter (Vollzeitstellen).

### Bibliographisches Institut in Mannheim 1953–1990

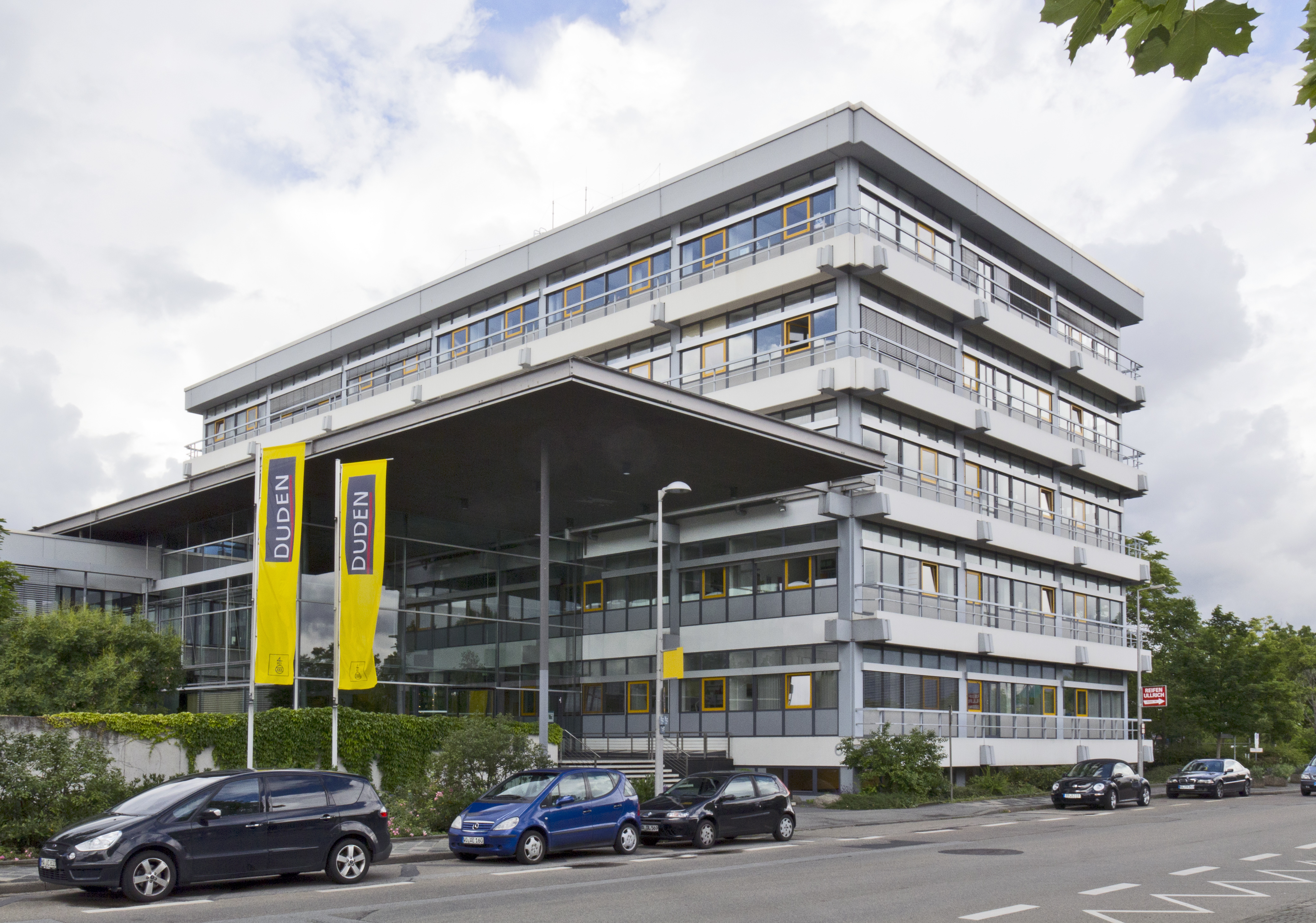
Ehemaliger Hauptsitz in Mannheim

1953 beschlossen die ehemaligen Eigentümer, den Sitz der Aktiengesellschaft in die Bundesrepublik Deutschland nach Mannheim zu verlegen, was einer Neugründung des Unternehmens gleichkam. 1984 fusionierten die beiden westdeutschen Lexikonverlage: „F. A. Brockhaus“ und „Bibliographisches Institut AG“ zum Bibliographischen Institut & F. A. Brockhaus AG.

### Bibliographisches Institut 1990–2022

#### 1990–2009
Nach der Wende erfolgte 1990 die Umwandlung des ostdeutschen Verlags in die Bibliographisches Institut & Verlag Enzyklopädie GmbH, 1991 die Übernahme derselben durch die Bibliographisches Institut & F. A. Brockhaus AG. Im Jahr 2003 beteiligte sich die Verlagsgruppe am PAETEC Schulbuchverlag, der seit 2009 als Duden Schulbuchverlag firmiert. 2004 wurde der Harenberg Kalender- und Lexikonverlag übernommen.
Ende 2008 zog sich das Bibliographische Institut mit den Marken Duden und Meyers aus dem Bereich lexikalischer Nachschlagewerke zurück und trennte sich von F. A. Brockhaus AG. Der Brockhaus-Verlag ging in den Besitz der Wissenmedia GmbH über. Die Brockhaus-Markenrechte wurden verkauft.

#### 2009–2022
Im Frühjahr 2009 erwarb die Cornelsen Verlagsgruppe die Mehrheitsanteile am Verlag Bibliographisches Institut von der Langenscheidt KG und der Familie Brockhaus.
Nachdem die letzten Kleinaktionäre abgefunden waren, wurde das Unternehmen 2010 in eine Gesellschaft mit beschränkter Haftung (GmbH) umgewandelt. Der verbliebene Teil des Unternehmens wurde als Bibliographisches Institut GmbH fortgeführt. 2011 bündelte der Verlag u. a. die Marken Duden, Meyers, Artemis & Winkler Verlag und Sauerländer.
Die Kinder- und Jugendbuchsparte wurde Anfang 2013 an den S. Fischer Verlag in Frankfurt am Main verkauft.
Nach der weitgehenden Verlagerung an den Standort Berlin im Frühjahr 2013, welche mit einem Stellenabbau verbunden war, verblieben in Mannheim von ursprünglich 190 Arbeitsplätzen lediglich die 20 Arbeitsplätze des Geschäftsbereichs Sprachtechnologie. Im August 2013 wurde bekannt, dass auch der Bereich Sprachtechnologie geschlossen wird. Das Mannheimer Archiv mit Verlagsprodukten seit 1848 ging am 16. Mai 2013 als Schenkung an die Universitätsbibliothek Mannheim.
Im Frühjahr 2013 zog der Verlag von Mannheim nach Berlin in den Bezirk Treptow-Köpenick, wie im Juli 2012 vom Eigentümer Cornelsen angekündigt.
Am 1. Januar 2016 wurde der Vertrieb der Bibliographisches Institut GmbH mit seinen Marken Duden, Cornelsen Scriptor, Meyers und Artemis & Winkler mit dem Vertrieb der Cornelsen Schulverlage (Cornelsen Früh- und Schulpädagogik, Lextra, Verlag an der Ruhr, Oldenbourg-Brigg Pädagogik) unter dem Dach der Cornelsen Verlag GmbH zusammengelegt. Zum 1. August 2022 wurden die verbliebenen Verlagsbereiche in die Cornelsen Verlag GmbH integriert.

## Publikationen
Der Verlag veröffentlichte viele Fachbücher, z. B. Meyers historisch-geographischer Kalender oder die BI-Hochschultaschenbücher sowie Kinder- und Jugendbücher wie die Meyers Jugendbibliothek.

## Archivgut
Das Archivgut des Bibliographischen Instituts (vor 1946), des VEB Bibliographisches Institut (1946–1990) sowie der Bibliographisches Institut & F. A. Brockhaus AG (Standort Leipzig, 1991–2009) befindet sich im Staatsarchiv Leipzig.